# Torup (Halland)
Pour les articles homonymes, voir Torup.
Torup est une localité de Suède située à Hylte, dans le comté de Halland. En 2010, elle compte 1 183 habitants.
Torup est situé sur la ligne ferroviaire Halmstad-Nässjö.